# Jonathan Castro Otto
Jonathan Castro Otto   (Vigo, 3 de març de 1994), més conegut com a Jonny, és un futbolista professional gallec que juga com a defensa al Deportivo Alavés.

## Carrera esportiva
Jonny va començar a jugar a futbol a les categories inferiors del Celta de Vigo. Va jugar la seva primera temporada com a no juvenil al Celta de Vigo B a Segona Divisió B, jugant regularment.
Va debutar a La Liga amb el primer equip l'1 de setembre de 2012, jugant com a titular en una victòria a casa per 2–0 contra el CA Osasuna. El 5 de novembre, va renovar contracte amb el club fins al 2017.
Jonny fou promocionat definitivament al primer equip al començament de la temporada 2013–14 després de l'arribada de Luis Enrique com a entrenador, i va jugar 26 partits durant la temporada. El 19 de gener de 2015 va estendre el seu contracte fins al 2019.
Jonny va marcar el seu primer gol com a professional el 20 de febrer de 2016, el segon d'una victòria a casa per 3–2 contra la SD Eibar. Va acabar la temporada amb 36 partits jugats en lliga, ajudant el seu equip a acabar sisè i a classificar-se per a la Lliga Europa de la UEFA 2016–17.
El 18 de gener de 2017, Jonny va marcar el gol de la victòria per 2–1 a fora contra el Reial Madrid CF als quarts de final de la Copa del Rei (finalment el Celta va guanyar per 4–3 en el resultat global).

### Atlético de Madrid i Wolverhampton Wanderers
El 25 de juliol de 2018, Jonny va fitxar per l'Atlètic de Madrid, amb un contracte per sis anys. Immediatament fou cedit per un any al Wolverhampton Wanderers FC de la Premier League. Va debutar a la Premier League l'11 d'agost, jugant el partit sencer en un empat 2–2 a casa contra l'Everton FC.
Jonny va marcar el seu primer gol en lliga el 29 de setembre de 2018, en una victòria per 2–0 a casa contra el Southampton FC. El 18 de novembre, va patir una lesió de genoll mentre jugava amb la selecció espanyola, cosa que va provocar que no pogués jugar la resta de la temporada.

## Palmarès
Espanya Sub-19
- Campionat d'Europa de la UEFA Sub-19: 2012